# Бельченко, Наталья Юльевна
Ната́лья Ю́льевна Бельченко (род. 7 января 1973, Киев) — украинская поэтесса, литературный критик, переводчик, пишет на русском языке.

## Биография
Родилась в семье инженеров. Печатается с 1990 года. Окончила филологический факультет Киевского национального университета им. Тараса Шевченко. Работала в Институте языкознания АН Украины (1991—1996). Переводит с украинского, белорусского и французского языков. Член Национального союза писателей Украины (1997). C 2005 — литературный редактор журнала ШО. Живёт в Киеве.

## Книги
- Смотритель сна. Киев, 1997. — 56 с.
- Транзит. Киев, 1998. — 16 с.
- Карман имён. Стихи. — Киев: Визант, 2002. — 72 с.
- Зверек в ландшафте. Стихи. — Киев: Визант, 2006. — 96 с.
- Ответные губы. Стихи. — М.: Арт Хаус медиа, 2008. — 112 с.; рецензия Вл. Микушевича[2]
- Бродяга/ Беглец. Стихи. — Дрогобыч: Коло, 2010. — 92 с.

## Признание
Стихи переводились на ряд языков, включая корейский, печатались в журналах Украины, России, Франции, ФРГ и др., входили в антологии. Лауреат премии имени Николая Ушакова (Национального союза писателей Украины), литературной премии Хуберта Бурды (ФРГ).